# Ghymes koncert
A Ghymes koncert a Ghymes együttes kilencedik nagylemeze, első koncertalbuma. amely az EMI kiadásában jelent meg Magyarországon 2003-ban.

## Kiadásai
- 2003 CD, MC

## Dalok
1. Január Archiválva 2016. augusztus 26-i dátummal a Wayback Machine-ben (Szarka Gyula – Szarka Tamás) – 4:55
2. Kis, karácsonyi ének[halott link] (Szarka Tamás – Ady Endre) – 4:31
3. Kétszaxis Archiválva 2005. november 3-i dátummal a Wayback Machine-ben (Szarka Tamás) – 6:55
4. Alhambra[halott link] (Szarka Tamás) – 3:44
5. Vágyalku Archiválva 2005. november 3-i dátummal a Wayback Machine-ben (Szarka Tamás) – 6:56
6. Tüzet viszek Archiválva 2005. november 3-i dátummal a Wayback Machine-ben (Szarka Gyula – Szarka Tamás) – 6:11
7. Ária / Roráte Archiválva 2005. november 3-i dátummal a Wayback Machine-ben (Szarka Tamás / Fekete István) – 12:01
8. Héjavarázs Archiválva 2005. november 3-i dátummal a Wayback Machine-ben (Szarka Tamás) – 9:01
9. Új esztendő Archiválva 2005. november 3-i dátummal a Wayback Machine-ben (Szarka Gyula – Nagy Szabolcs) – 9:10

## Az együttes tagjai
- Szarka Tamás –  ének, hegedű, koboz, vokál, gitár
- Szarka Gyula – ének, vokál, gitár, basszusgitár, bőgő
- Buják Andor – szoprán- és altszaxofon, töröksíp, furulya, vokál
- Pukkai Attila – cimbalom, nagydob

Közreműködött:
- Matáv Szimfonikus Zenekar, vezényel: Ligeti András (1, 4, 5, 8, 9)
- Rudolf Péter
- Jelasity Péter – szaxofon (2, 3, 5, 8)
- Kiss Bernadett – ének
- Kún Csaba – szintetizátor (1-3, 5-9)
- Tiba Sándor – dobok, ütősök (1, 3-6, 8)
- Kodály Zoltán Magyar Kórusiskola növendékei, karvezető: Váraljai Réka (9)

Hangmérnök:
- Zsidei János
- Kölcsényi Attila

Utómunka:
- Tom-Tom stúdió, Budapest

Digitális utómunka, mastering:
- Zsidei János

Zenei rendező:
- Ghymes